# Férfi egyéni műkorcsolya az 1988. évi téli olimpiai játékokon
Az 1988. évi téli olimpiai játékokon a műkorcsolya férfi egyéni versenyszámát február 17. és 20. között rendezték. Az aranyérmet az amerikai Brian Boitano nyerte. A versenyszámban nem vett részt magyar versenyző.

## Eredmények
Az egyes szakaszokban (kötelező elemek, rövid program, kűr) kilenc bíró pontozta a versenyzőket. A pontok alapján a bírók mindegyikénél külön-külön kialakult egy sorrend az egyes szakaszokra vonatkozóan és ez egy helyezési pontszámot is jelentett. Az egyes szakaszok eredménye a következő kritériumok alapján alakult ki:
1. „Többségi helyezések száma”. Az a versenyző végzett előrébb, akit a bírók többsége előrébb rangsorolt. A bírók többsége azt jelentette, hogy a legjobb 5 helyezést adó bíró helyezési pontszámait vették figyelembe, de ha az 5. bíró helyezésével még volt azonos helyezés, akkor az(oka)t is figyelembe vették. Ezt az adatot tartalmazza az oszlop. (Pl. a „6×3+” azt jelenti, hogy a versenyző 6 bírónál az első 3 hely valamelyikén végzett.)
2. „Többségi helyezések összege” (a figyelembe vett bírók helyezési pontszámainak összege)
3. „Helyezések összege” (az összes bíró helyezési pontszámainak összege)

A versenyszám végeredményét az összesített helyezési pontszám határozta meg, amely az alábbiak összegéből állt:
- A kötelező elemek helyezési pontszámának 0,6-szorosa (az összesítés 30%-a),
- A rövid program helyezési pontszámának 0,4-szerese (az összesítés 20%-a),
- A kűr helyezési pontszámának 1-szerese (az összesítés 50%-a).

Az alacsonyabb helyezési pontszámmal rendelkező versenyző végzett előrébb. Egyenlő helyezési pontszám esetén a kűrben elért jobb helyezés döntött.

### Kötelező elemek
A kötelező programot február 17-én rendezték.
| Hely. | Versenyző             | Nemzet                 | Többségi helyezések száma | Többségi helyezések összege | Helyezések összege | Pont  | Helyezési pontszám |
| ----- | --------------------- | ---------------------- | ------------------------- | --------------------------- | ------------------ | ----- | ------------------ |
| 1.    | Alekszandr Fagyejev   | Szovjetunió (URS)      | 9×1+                      | 9,0                         | 9,0                | 110,7 | 0,6                |
| 2.    | Brian Boitano         | Egyesült Államok (USA) | 6×3+                      | 15,0                        | 29,0               | 105,2 | 1,2                |
| 3.    | Brian Orser           | Kanada (CAN)           | 5×3+                      | 12,0                        | 29,0               | 104,4 | 1,8                |
| 4.    | Heiko Fischer         | NSZK (FRG)             | 5×3+                      | 12,0                        | 32,0               | 103,6 | 2,4                |
| 5.    | Vlagyimir Kotyin      | Szovjetunió (URS)      | 6×5+                      | 24,0                        | 45,0               | 100,9 | 3,0                |
| 6.    | Viktor Petrenko       | Szovjetunió (URS)      | 5×5+                      | 22,0                        | 49,0               | 100,2 | 3,6                |
| 7.    | Grzegorz Filipowski   | Lengyelország (POL)    | 9×7+                      | 57,0                        | 57,0               | 99,2  | 4,2                |
| 8.    | Christopher Bowman    | Egyesült Államok (USA) | 6×8+                      | 46,0                        | 75,0               | 95,1  | 4,8                |
| 9.    | Richard Zander        | NSZK (FRG)             | 9×9+                      | 77,0                        | 77,0               | 93,7  | 5,4                |
| 10.   | Oliver Höner          | Svájc (SUI)            | 9×10+                     | 86,0                        | 86,0               | 92,1  | 6,0                |
| 11.   | Kurt Browning         | Kanada (CAN)           | 8×11+                     | 87,0                        | 99,0               | 89,5  | 6,6                |
| 12.   | Paul Wylie            | Egyesült Államok (USA) | 5×13+                     | 61,0                        | 120,0              | 86,0  | 7,2                |
| 13.   | Axel Médéric          | Franciaország (FRA)    | 6×14+                     | 76,0                        | 122,0              | 85,3  | 7,8                |
| 14.   | Lars Dresler          | Dánia (DEN)            | 7×15+                     | 99,0                        | 133,0              | 83,2  | 8,4                |
| 15.   | Petr Barna            | Csehszlovákia (TCH)    | 7×16+                     | 99,0                        | 134,0              | 83,2  | 9,0                |
| 16.   | Paul Robinson         | Nagy-Britannia (GBR)   | 5×16+                     | 72,0                        | 146,0              | 81,8  | 9,6                |
| 17.   | Neil Paterson         | Kanada (CAN)           | 5×17+                     | 69,0                        | 145,0              | 82,0  | 10,2               |
| 18.   | Cameron Medhurst      | Ausztrália (AUS)       | 5×17+                     | 81,0                        | 159,0              | 80,3  | 10,8               |
| 19.   | Kanó Makoto           | Japán (JPN)            | 6×18+                     | 99,0                        | 157,0              | 80,4  | 11,4               |
| 20.   | Alessandro Riccitelli | Olaszország (ITA)      | 5×18+                     | 86,0                        | 166,0              | 79,6  | 12,0               |
| 21.   | Michael Huth          | NDK (GDR)              | 7×22+                     | 151,0                       | 199,0              | 71,7  | 12,6               |
| 22.   | Zhang Zhubin          | Kína (CHN)             | 6×22+                     | 128,0                       | 198,0              | 71,9  | 13,2               |
| 23.   | Peter Johansson       | Svédország (SWE)       | 6×23+                     | 132,0                       | 206,0              | 71,7  | 13,8               |
| 24.   | Csong Szongil         | Dél-Korea (KOR)        | 5×24+                     | 111,0                       | 212,0              | 70,4  | 14,4               |
| 25.   | David Liu             | Tajvan (TPE)           | 5×24+                     | 118,0                       | 220,0              | 67,7  | 15,0               |
| 26.   | Bojcso Aleksziev      | Bulgária (BUL)         | 9×26+                     | 229,0                       | 229,0              | 64,4  | 15,6               |
| 27.   | Ho Gang               | Észak-Korea (PRK)      | 9×27+                     | 243,0                       | 243,0              | 55,9  | 16,2               |
| 28.   | Riccardo Olavarrieta  | Mexikó (MEX)           | 9×28+                     | 252,0                       | 252,0              | 50,8  | 16,8               |

### Rövid program
A rövid programot február 18-án rendezték.
| Hely. | Versenyző             | Nemzet                 | Többségi helyezések száma | Többségi helyezések összege | Helyezések összege | Pont  | Helyezési pontszám |
| ----- | --------------------- | ---------------------- | ------------------------- | --------------------------- | ------------------ | ----- | ------------------ |
| 1.    | Brian Orser           | Kanada (CAN)           | 7×1+                      | 7,0                         | 11,0               | 104,9 | 0,4                |
| 2.    | Brian Boitano         | Egyesült Államok (USA) | 9×2+                      | 16,0                        | 16,0               | 104,3 | 0,8                |
| 3.    | Viktor Petrenko       | Szovjetunió (URS)      | 9×3+                      | 27,0                        | 27,0               | 103,0 | 1,2                |
| 4.    | Grzegorz Filipowski   | Lengyelország (POL)    | 5×5+                      | 22,0                        | 49,0               | 100,4 | 1,6                |
| 5.    | Christopher Bowman    | Egyesült Államok (USA) | 5×5+                      | 25,0                        | 56,0               | 100,1 | 2,0                |
| 6.    | Vlagyimir Kotyin      | Szovjetunió (URS)      | 5×6+                      | 23,0                        | 54,0               | 100,2 | 2,4                |
| 7.    | Kurt Browning         | Kanada (CAN)           | 5×6+                      | 23,0                        | 57,0               | 99,7  | 2,8                |
| 8.    | Paul Wylie            | Egyesült Államok (USA) | 5×7+                      | 31,0                        | 65,0               | 99,5  | 3,2                |
| 9.    | Alekszandr Fagyejev   | Szovjetunió (URS)      | 6×8+                      | 40,0                        | 67,0               | 99,2  | 3,6                |
| 10.   | Oliver Höner          | Svájc (SUI)            | 5×11+                     | 51,0                        | 110,0              | 93,8  | 4,0                |
| 11.   | Heiko Fischer         | NSZK (FRG)             | 5×11+                     | 52,0                        | 103,0              | 94,4  | 4,4                |
| 12.   | Lars Dresler          | Dánia (DEN)            | 5×12+                     | 56,0                        | 113,0              | 92,8  | 4,8                |
| 13.   | Neil Paterson         | Kanada (CAN)           | 6×13+                     | 70,0                        | 116,0              | 92,9  | 5,2                |
| 14.   | Axel Médéric          | Franciaország (FRA)    | 6×13+                     | 72,0                        | 118,0              | 93,1  | 5,6                |
| 15.   | Petr Barna            | Csehszlovákia (TCH)    | 5×15+                     | 69,0                        | 136,0              | 91,2  | 6,0                |
| 16.   | Cameron Medhurst      | Ausztrália (AUS)       | 6×16+                     | 92,0                        | 147,0              | 90,1  | 6,4                |
| 17.   | Richard Zander        | NSZK (FRG)             | 8×17+                     | 120,0                       | 138,0              | 91,5  | 6,8                |
| 18.   | Zhang Zhubin          | Kína (CHN)             | 6×18+                     | 99,0                        | 164,0              | 87,3  | 7,2                |
| 19.   | Kanó Makoto           | Japán (JPN)            | 7×19+                     | 129,0                       | 170,0              | 86,8  | 7,6                |
| 20.   | Alessandro Riccitelli | Olaszország (ITA)      | 5×20+                     | 100,0                       | 188,0              | 83,6  | 8,0                |
| 21.   | Paul Robinson         | Nagy-Britannia (GBR)   | 6×21+                     | 121,0                       | 191,0              | 83,6  | 8,4                |
| 22.   | Peter Johansson       | Svédország (SWE)       | 5×22+                     | 101,0                       | 193,0              | 82,9  | 8,8                |
| 23.   | David Liu             | Tajvan (TPE)           | 5×23+                     | 109,0                       | 208,0              | 80,9  | 9,2                |
| 24.   | Csong Szongil         | Dél-Korea (KOR)        | 8×24+                     | 189,0                       | 214,0              | 80,6  | 9,6                |
| 25.   | Michael Huth          | NDK (GDR)              | 5×24+                     | 108,0                       | 208,0              | 80,3  | 10,0               |
| 26.   | Riccardo Olavarrieta  | Mexikó (MEX)           | 5×26+                     | 130,0                       | 241,0              | 61,1  | 10,4               |
| 27.   | Bojcso Aleksziev      | Bulgária (BUL)         | 6×27+                     | 159,0                       | 243,0              | 59,8  | 10,8               |
| 28.   | Ho Gang               | Észak-Korea (PRK)      | 6×27+                     | 161,0                       | 245,0              | 59,4  | 11,2               |

### Kűr
A kűrt február 20-án rendezték. A kűrben a kötelező elemek és a rövid program összesített helyezési pontszámai alapján az első 24 versenyző vehetett részt.
| Hely. | Versenyző             | Nemzet                 | Többségi helyezések száma | Többségi helyezések összege | Helyezések összege | Pont  | Helyezési pontszám |
| ----- | --------------------- | ---------------------- | ------------------------- | --------------------------- | ------------------ | ----- | ------------------ |
| 1.    | Brian Boitano         | Egyesült Államok (USA) | 5×1+                      | 5,0                         | 13,0               | 105,1 | 1,0                |
| 2.    | Brian Orser           | Kanada (CAN)           | 9×2+                      | 14,0                        | 14,0               | 105,2 | 2,0                |
| 3.    | Viktor Petrenko       | Szovjetunió (URS)      | 7×3+                      | 20,0                        | 29,0               | 103,6 | 3,0                |
| 4.    | Alekszandr Fagyejev   | Szovjetunió (URS)      | 9×4+                      | 34,0                        | 34,0               | 103,4 | 4,0                |
| 5.    | Grzegorz Filipowski   | Lengyelország (POL)    | 6×6+                      | 35,0                        | 58,0               | 100,7 | 5,0                |
| 6.    | Kurt Browning         | Kanada (CAN)           | 6×7+                      | 40,0                        | 67,0               | 100,4 | 6,0                |
| 7.    | Christopher Bowman    | Egyesült Államok (USA) | 5×7+                      | 27,0                        | 59,0               | 101,1 | 7,0                |
| 8.    | Vlagyimir Kotyin      | Szovjetunió (URS)      | 5×7+                      | 27,0                        | 61,0               | 100,9 | 8,0                |
| 9.    | Paul Wylie            | Egyesült Államok (USA) | 5×8+                      | 32,0                        | 68,0               | 100,3 | 9,0                |
| 10.   | Heiko Fischer         | NSZK (FRG)             | 6×10+                     | 60,0                        | 95,0               | 97,2  | 10,0               |
| 11.   | Richard Zander        | NSZK (FRG)             | 5×11+                     | 53,0                        | 103,0              | 96,0  | 11,0               |
| 12.   | Petr Barna            | Csehszlovákia (TCH)    | 7×12+                     | 79,0                        | 106,0              | 96,1  | 12,0               |
| 13.   | Kanó Makoto           | Japán (JPN)            | 5×13+                     | 64,0                        | 124,0              | 93,6  | 13,0               |
| 14.   | Oliver Höner          | Svájc (SUI)            | 6×14+                     | 75,0                        | 122,0              | 94,1  | 14,0               |
| 15.   | Lars Dresler          | Dánia (DEN)            | 5×15+                     | 70,0                        | 139,0              | 91,9  | 15,0               |
| 16.   | Neil Paterson         | Kanada (CAN)           | 6×16+                     | 93,0                        | 146,0              | 90,5  | 16,0               |
| 17.   | Axel Médéric          | Franciaország (FRA)    | 5×17+                     | 79,0                        | 158,0              | 89,9  | 17,0               |
| 18.   | Paul Robinson         | Nagy-Britannia (GBR)   | 7×18+                     | 118,0                       | 157,0              | 90,1  | 18,0               |
| 19.   | Zhang Zhubin          | Kína (CHN)             | 7×19+                     | 129,0                       | 169,0              | 88,3  | 19,0               |
| 20.   | Cameron Medhurst      | Ausztrália (AUS)       | 5×20+                     | 88,0                        | 173,0              | 88,4  | 20,0               |
| 21.   | Csong Szongil         | Dél-Korea (KOR)        | 5×21+                     | 100,0                       | 191,0              | 86,2  | 21,0               |
| 22.   | Alessandro Riccitelli | Olaszország (ITA)      | 6×22+                     | 126,0                       | 196,0              | 84,8  | 22,0               |
| 23.   | Michael Huth          | NDK (GDR)              | 6×22+                     | 129,0                       | 199,0              | 84,6  | 23,0               |
| 24.   | Peter Johansson       | Svédország (SWE)       | 9×24+                     | 213,0                       | 213,0              | 82,3  | 24,0               |

### Végeredmény
| Helyezés | Versenyző             | Nemzet                 | Helyezési pontszámok | Helyezési pontszámok | Helyezési pontszámok | Helyezési pontszámok |
| Helyezés | Versenyző             | Nemzet                 | Kötelező elemek      | Rövid program        | Kűr                  | Összesen             |
| -------- | --------------------- | ---------------------- | -------------------- | -------------------- | -------------------- | -------------------- |
| Arany    | Brian Boitano         | Egyesült Államok (USA) | 1,2                  | 0,8                  | 1,0                  | 3,0                  |
| Ezüst    | Brian Orser           | Kanada (CAN)           | 1,8                  | 0,4                  | 2,0                  | 4,2                  |
| Bronz    | Viktor Petrenko       | Szovjetunió (URS)      | 3,6                  | 1,2                  | 3,0                  | 7,8                  |
| 4.       | Alekszandr Fagyejev   | Szovjetunió (URS)      | 0,6                  | 3,6                  | 4,0                  | 8,2                  |
| 5.       | Grzegorz Filipowski   | Lengyelország (POL)    | 4,2                  | 1,6                  | 5,0                  | 10,8                 |
| 6.       | Vlagyimir Kotyin      | Szovjetunió (URS)      | 3,0                  | 2,4                  | 8,0                  | 13,4                 |
| 7.       | Christopher Bowman    | Egyesült Államok (USA) | 4,8                  | 2,0                  | 7,0                  | 13,8                 |
| 8.       | Kurt Browning         | Kanada (CAN)           | 6,6                  | 2,8                  | 6,0                  | 15,4                 |
| 9.       | Heiko Fischer         | NSZK (FRG)             | 2,4                  | 4,4                  | 10,0                 | 16,8                 |
| 10.      | Paul Wylie            | Egyesült Államok (USA) | 7,2                  | 3,2                  | 9,0                  | 19,4                 |
| 11.      | Richard Zander        | NSZK (FRG)             | 5,4                  | 6,8                  | 11,0                 | 23,2                 |
| 12.      | Oliver Höner          | Svájc (SUI)            | 6,0                  | 4,0                  | 14,0                 | 24,0                 |
| 13.      | Petr Barna            | Csehszlovákia (TCH)    | 9,0                  | 6,0                  | 12,0                 | 27,0                 |
| 14.      | Lars Dresler          | Dánia (DEN)            | 8,4                  | 4,8                  | 15,0                 | 28,2                 |
| 15.      | Axel Médéric          | Franciaország (FRA)    | 7,8                  | 5,6                  | 17,0                 | 30,4                 |
| 16.      | Neil Paterson         | Kanada (CAN)           | 10,2                 | 5,2                  | 16,0                 | 31,4                 |
| 17.      | Kanó Makoto           | Japán (JPN)            | 11,4                 | 7,6                  | 13,0                 | 32,0                 |
| 18.      | Paul Robinson         | Nagy-Britannia (GBR)   | 9,6                  | 8,4                  | 18,0                 | 36,0                 |
| 19.      | Cameron Medhurst      | Ausztrália (AUS)       | 10,8                 | 6,4                  | 20,0                 | 37,2                 |
| 20.      | Zhang Zhubin          | Kína (CHN)             | 13,2                 | 7,2                  | 19,0                 | 39,4                 |
| 21.      | Alessandro Riccitelli | Olaszország (ITA)      | 12,0                 | 8,0                  | 22,0                 | 42,0                 |
| 22.      | Csong Szongil         | Dél-Korea (KOR)        | 14,4                 | 9,6                  | 21,0                 | 45,0                 |
| 23.      | Michael Huth          | NDK (GDR)              | 12,6                 | 10,0                 | 23,0                 | 45,6                 |
| 24.      | Peter Johansson       | Svédország (SWE)       | 13,8                 | 8,8                  | 24,0                 | 46,6                 |
| 25.      | David Liu             | Tajvan (TPE)           | 15,0                 | 9,2                  | kiesett              | –                    |
| 26.      | Bojcso Aleksziev      | Bulgária (BUL)         | 15,6                 | 10,8                 | kiesett              | –                    |
| 27.      | Riccardo Olavarrieta  | Mexikó (MEX)           | 16,8                 | 10,4                 | kiesett              | –                    |
| 28.      | Ho Gang               | Észak-Korea (PRK)      | 16,2                 | 11,2                 | kiesett              | –                    |